# Trichogramma cephalciae
Trichogramma cephalciae är en stekelart som beskrevs av Hochmut och Martinek 1963. Trichogramma cephalciae ingår i släktet Trichogramma och familjen hårstrimsteklar.
Artens utbredningsområde är:
- Tjeckien.
- Tyskland.
- Italien.
- Polen.

Inga underarter finns listade i Catalogue of Life.